# دانشگاه ایالتی واشینگتن

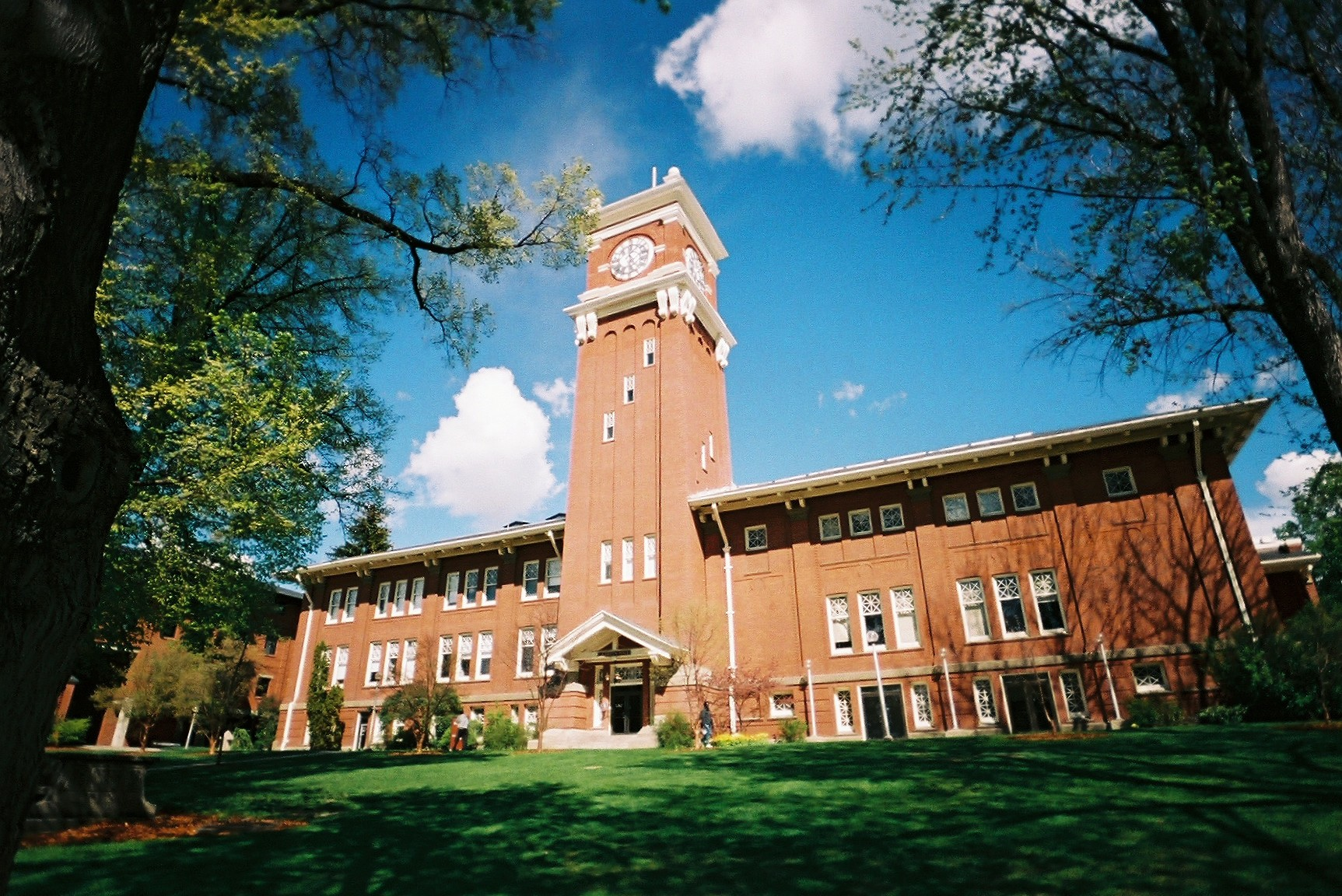
ساختمان برایان

دانشگاه ایالتی واشینگتن (به انگلیسی: Washington State University) یک دانشگاه تحقیقاتی دولتی در پولمن واقع در ایالت واشینگتن آمریکا است که در سال ۱۸۹۰ میلادی بنیان‌نهاده شده‌است.
این دانشگاه بزرگترین دانشگاه از لحاظ وسعت در ایالت واشینگتن می‌باشد و در بیش از ۲۰۰ رشته مختلف تحصیلی فعالیت دارد.

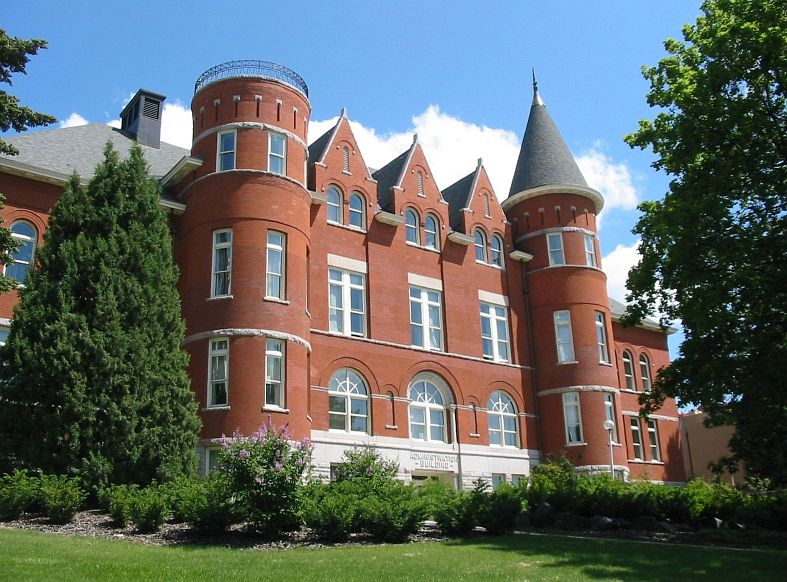
نمایی از دانشگاه

## نگارخانه

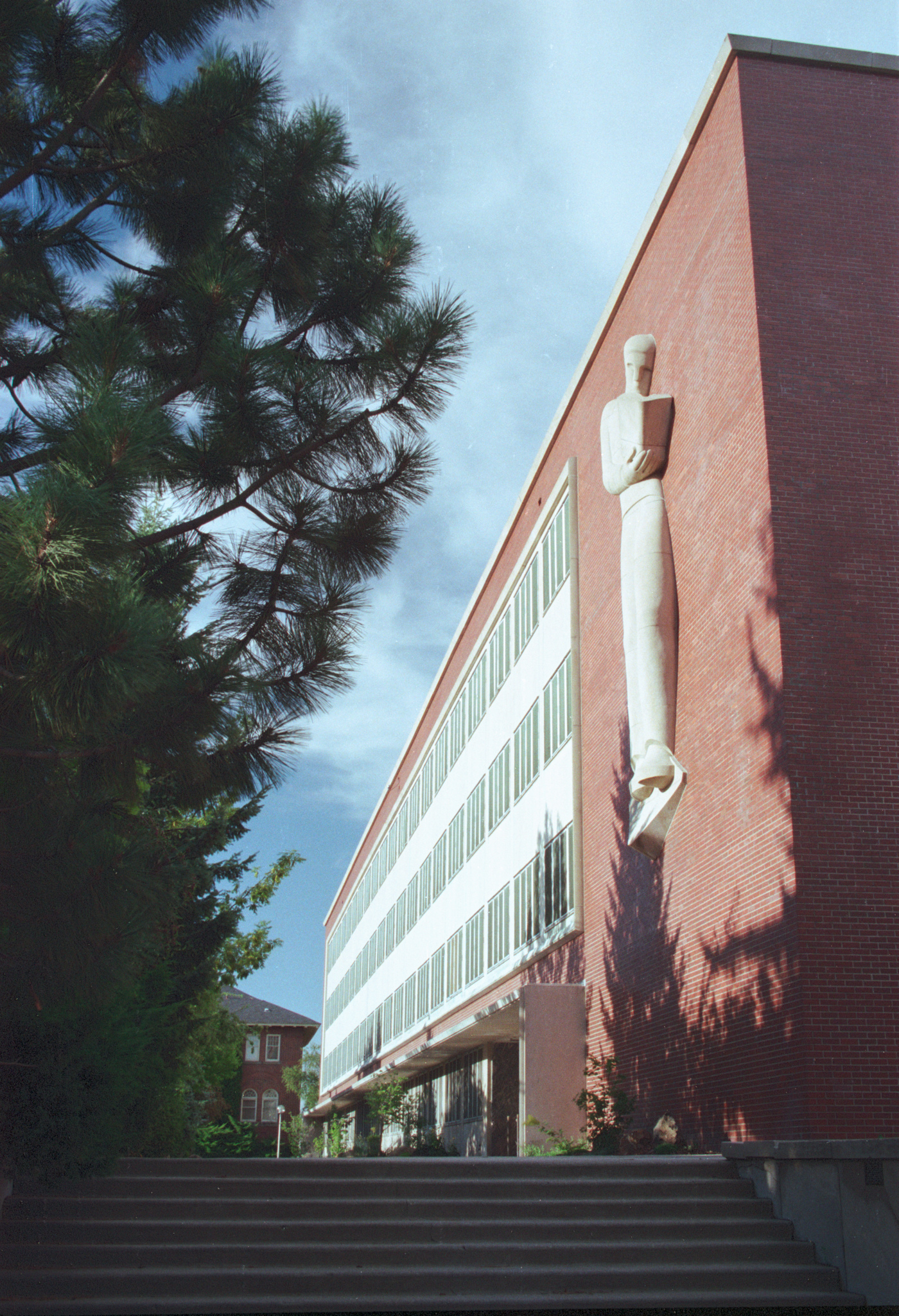
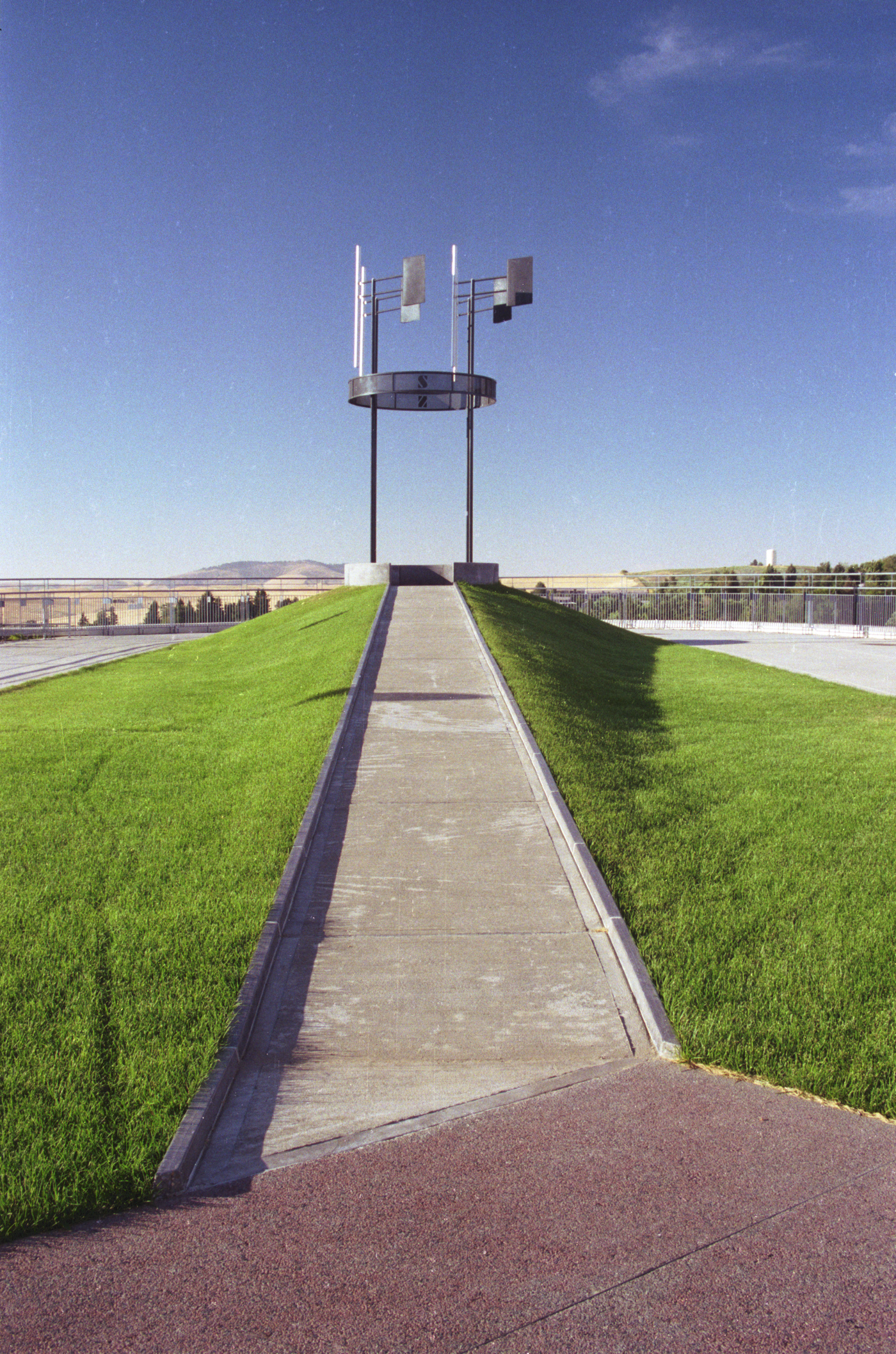
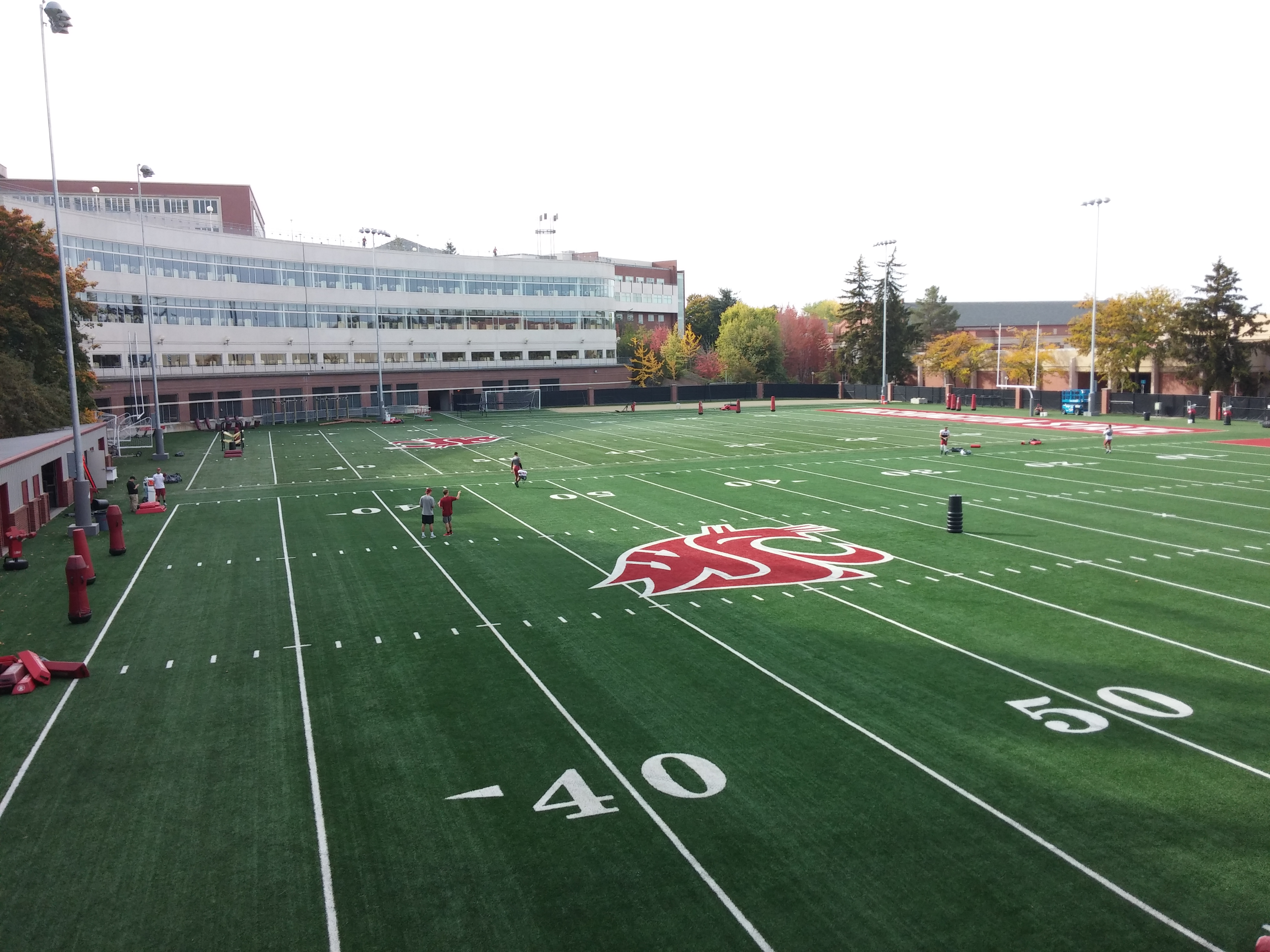
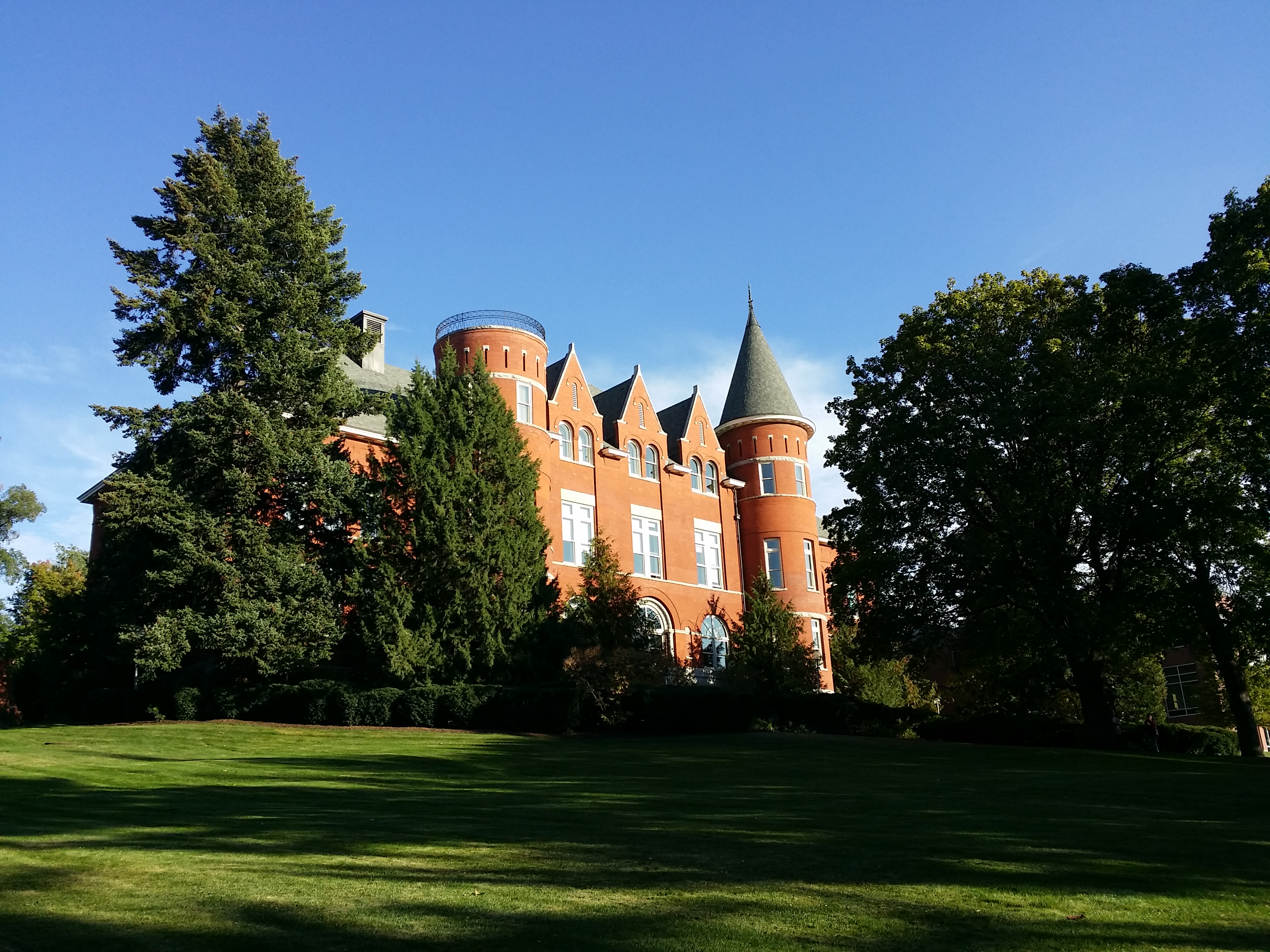
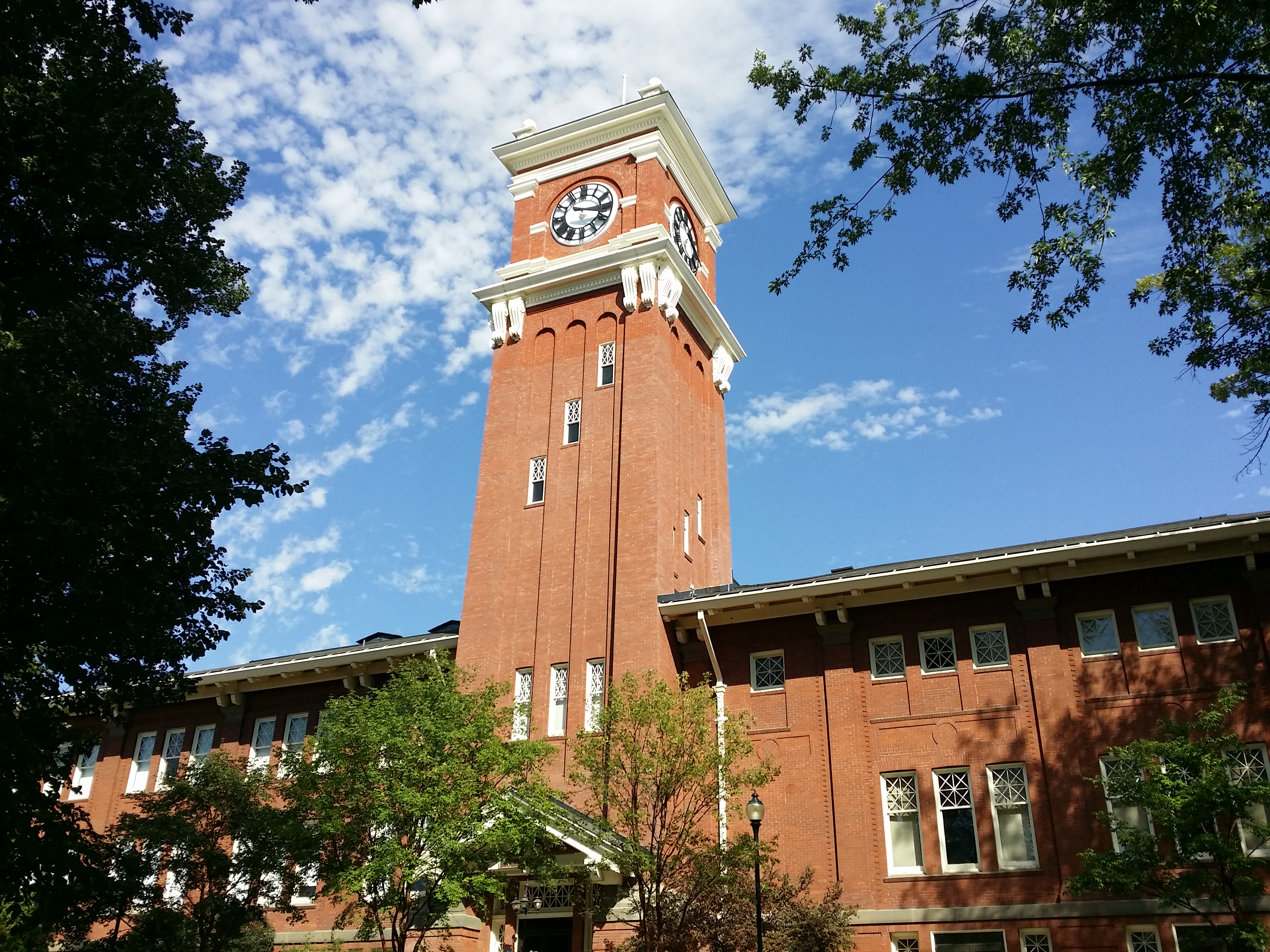